# 四番街まつり

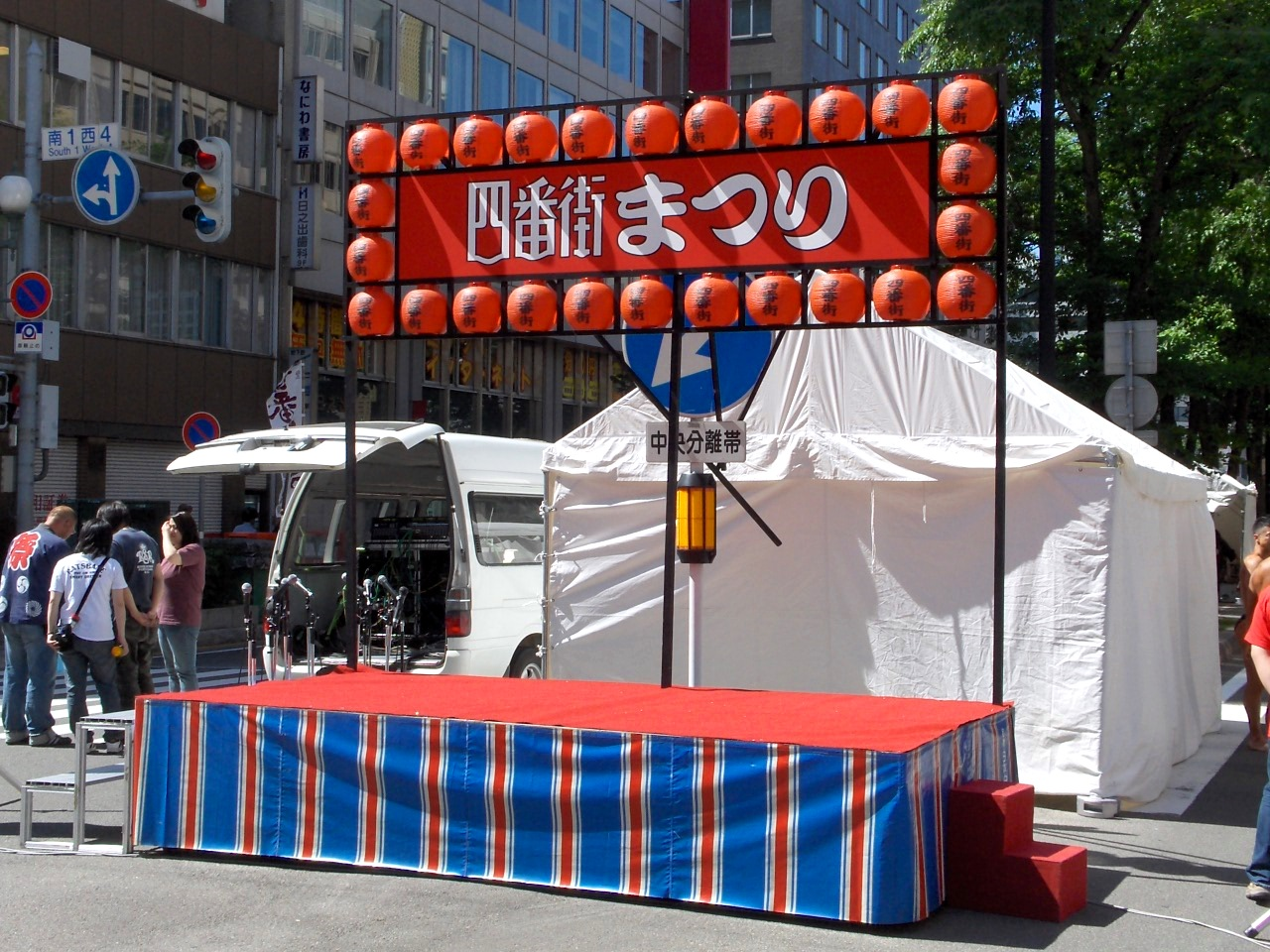
四番街まつり特設ステージ。南1条西4丁目に設置されており、4丁目プラザや札幌パルコなどの店舗が近隣にある。

四番街まつり（よんばんがいまつり）は、北海道札幌市中央区にある四番街で行われる祭りの名称。例年6月末から7月初頭にかけて行われ、期間や日時はその年により異なるが、ほとんどの開催日は土曜日と日曜日である。札幌市の大通公園から南へ伸びる四番街のほか、札幌一番街でも行われるまつりイベントで、期間中は歩行者天国の状態であるため路上で様々な催し物を開き、訪れた人々が楽しめるように構成されている。まつりは「I LOVE ŌDŌRI」など他のキャンペーンと連動して行われることもあり、チャリティーイベントやコンサートも行われる。

## 概要
四番街まつりは札幌市の後援の下、札幌四番街商店街振興組合が主催する祭りである。場所は中央区の南大通りからすすきの交差点までの駅前通り商店街「四番街」を中心とし、南1条西4丁目から東側へ伸びる札幌一番街も範囲とする。四番街まつりは通常の車道を歩行者天国の状態にして解放する「さっぽろプロムナード」と同時開催されるため、土曜日および日曜日など休日に開催されるほか、路上でのイベントが行われる。
路上では特設ステージが設置され、音楽アーティストやダブルダッチショーなど催し物が行われる。このステージは大道芸やフラダンスなどのイベントが行われ、ほかにもボディービルダーのショーやバーテンダーによるカクテルパフォーマンス、ボサノヴァやラテン音楽の音楽ライブが開催される。ステージの設置場所は南1条西4丁目のスクランブル交差点付近。
その他、北海道で唯一存在するアマチュアプロレス集団の「EWAアマチュアプロレス」が行うパフォーマンスイベントが、路上に設けられたプロレスリング上で試合を行う。また、「ニギニギ露店」という名称の各種露店も設置され、千本釣りやスマートボール、ヨーヨーすくい、金魚すくい、輪投げなど様々な縁日露店を楽しむことができる。これら露店では、まつりパンフレットに付帯されている利用券を使用することで無料で参加できるものがあり、利用券で綿菓子やかき氷、ポップコーンなどの軽食と交換することが可能である。
恵愛ビルからシルバービル前まで続くすすきの交差点近くの路上では、「四番街ビアロード」が行われ、路上に置かれたテーブルとイスを利用できる。近隣に焼き鳥やみそおでんの店舗が立っており、ビールのほかかき氷などの軽食を購入することができる。また、これと同時に100円チャリティ募金も催され、協力すればビールもしくは軽食の引換券が入手可能である。アウトドアで棒巻きのパン作りを体験できる「四番街アウトドアセンター」も開催。生地を巻き、棒に巻いて作ったパンを試食できるイベントで、試食は子供優先となっている。これはバーベキューを通しての食文化発展を目指す北海道の団体、「HOKKAIDO BBQ COLLEGE」による協力で行われた。
まつり会場全体では各種パフォーマンスが行われる。特に大きなまつりの呼び物として、法被に身を包んだ参加者が神輿を担いで路上を練り歩く「四番街繁盛神輿」が挙げられる。また、路上にはツイスト・バルーンのパフォーマンスを行うピエロの格好をした芸人もおり、その他大道芸もみられる。これらは秋に行われるさっぽろパフォーマンスカーニバルに先立って行われた「だい・どんでん! プレビューコーナー」である。季節が七夕に近いことから、伊夜日子神社・よろず引き受け願掛け柳の木に、願い事を掛けられるコーナーがあり、その上カラーセラピーやマクドナルドのキャラクター、ロナルド・マクドナルドに扮した人物も参加するなど、種々雑多なイベントが行われる。
2007年に行われた四番街まつりでは、札幌市の商店街が合同で行う「I LOVE ŌDŌRI」キャンペーンも同時に行われた。同キャンペーンは夕張市を後援するものであり、まつり開催期間には夕張市長の藤倉肇と札幌市長の上田文雄も参加してステージでスピーチを行ったほか、札幌一番街会場ではキャンペーンTシャツを販売した。